# Episodi di A tutto ritmo (terza stagione)
La terza ed ultima stagione della serie televisiva A tutto ritmo è stata trasmessa in anteprima assoluta negli Stati Uniti d'America dal canale pay Disney Channel dal 14 ottobre 2012 al 10 novembre 2013.
In Italia la stagione è trasmessa dall'8 febbraio 2013 al 10 ottobre 2014 su Disney Channel. 
| nº | Titolo originale         | Titolo italiano              | Prima TV USA      | Prima TV Italia   |
| -- | ------------------------ | ---------------------------- | ----------------- | ----------------- |
| 1  | Fire It Up               | Al fuoco, Al fuoco!          | 14 ottobre 2012   | 8 febbraio 2013   |
| 2  | Funk It Up               | Una nuova Cece               | 28 ottobre 2012   | 15 febbraio 2013  |
| 3  | Spirit It Up             | Spirito di squadra           | 4 novembre 2012   | 22 febbraio 2013  |
| 4  | Lock It Up               | Quarantena!                  | 11 novembre 2012  | 1º marzo 2013     |
| 5  | Merry Merry It Up        | L'allegria del nostro Natale | 2 dicembre 2012   | 8 marzo 2013      |
| 6  | Home Alone It Up         | A casa incastrati            | 9 dicembre 2012   | 5 luglio 2013     |
| 7  | Oh Brother It Up         | Proposta di matrimonio       | 13 gennaio 2013   | 15 marzo 2013     |
| 8  | Quit It Up               | Molla tutto!                 | 27 gennaio 2013   | 14 giugno 2013    |
| 9  | Ty It Up                 | Ritorna lo show!             | 17 febbraio 2013  | 21 giugno 2013    |
| 10 | My Fair Librarian It Up  | Una bibliotecaria da urlo    | 24 febbraio 2013  | 28 giugno 2013    |
| 11 | Clean It Up              | L'abito da sposa             | 10 marzo 2013     | 12 luglio 2013    |
| 12 | I Do It Up               | È davvero un sì?             | 17 marzo 2013     | 19 luglio 2013    |
| 13 | Forward and Back It Up   | Avanti e indietro tutta!     | 24 marzo 2013     | 10 gennaio 2014   |
| 14 | Switch It Up             | Nei panni dell'altro         | 7 aprile 2013     | 17 gennaio 2014   |
| 15 | Love and War It Up       | Amore e guerra!              | 28 aprile 2013    | 24 gennaio 2014   |
| 16 | In the Bag It Up         | Il ballo genitori e figlia   | 12 maggio 2013    | 28 febbraio 2014  |
| 17 | Brain It Up              | Mediocri e cervelloni        | 2 giugno 2013     | 7 marzo 2014      |
| 18 | Opposites Attract It Up  | Gli opposti si attraggono    | 23 giugno 2013    | 14 marzo 2014     |
| 19 | Psych It Up              | Vedo e prevedo!              | 14 luglio 2013    | 21 marzo 2014     |
| 20 | Future It Up             | Ricordiamo i vecchi tempi    | 28 luglio 2013    | 12 novembre 2013  |
| 21 | Oui Oui It Up            | Indagini al Colosseo         | 4 agosto 2013     | 28 marzo 2014     |
| 22 | My Bitter Sweet 16 It Up | Una festa straordinaria      | 25 agosto 2013    | 12 settembre 2014 |
| 23 | Stress It Up             | Orticaria da stress          | 15 settembre 2013 | 19 settembre 2014 |
| 24 | Loyal It Up              | Un grande ritorno            | 29 settembre 2013 | 26 settembre 2014 |
| 25 | Haunt It up              | L'escape room                | 6 ottobre 2013    | 3 ottobre 2014    |
| 26 | Remember Me              | In attesa di Cece            | 10 novembre 2013  | 10 ottobre 2014   |

## Al fuoco, Al fuoco!
- Titolo originale: Fire It Up
- Diretto da: Joel Zwick
- Scritto da: Rob Lotterstein
- Canzoni presenti: Calling All the Monsters (China Anne McClain); Law of Averages (Nevermind feat. TKO)

### Trama
Appena entrano nello studio, CeCe, Rocky e Wade rimangono sconvolte quando scoprono che Shake It Up, Chicago! è stato incendiato; nel frattempo lo spettacolo è sospeso. L'artefice dell'incendio è ignoto, ma CeCe si ricorda che è stata lei l'ultima ad uscire dal set e che ha lasciato il suo ferro arricciacapelli collegato prima di partire per il Giappone, e crede che sia proprio lei la colpevole. Intanto Georgia inizia a frequentarsi con un pompiere, Jeremy. Nel frattempo, Gary è depresso perché è senza lavoro, così convince Ty e Deuce a farsi assumere da Crusty's Pizza. Alla fine, si scopre che la vera fonte del fuoco è un letto abbronzante di Gary. Tinka si pente amaramente di come ha trattato Cece e Rocky per tanto tempo, decidendo di darsi la colpa dichiarandosi amica.

## Una nuova Cece
- Titolo originale: Funk It Up
- Diretto da: Joel Zwick
- Scritto da: Eileen Conn
- Canzoni presenti: Get'cha Head in the Game (Bella Thorne)

### Trama
Cece è depressa perché il set Shake It Up, Chicago! ormai è stato incendiato, così lei non può ballare. La ragazza decide di trovare la vera lei fino a diventare una persona del tutto differente da come era: vestita senza cura, spettinata e struccata. Ma grazie all'amore di Rocky e Wade riesce a ricredere in se stessa. Intanto Flynn deve portare un genitore a scuola per fargli spiegare il suo lavoro scegliendo Jeremy invece della madre Georgia, che si ingelosisce.

## Spirito di squadra
- Titolo originale: Spirit It Up
- Diretto da: Joel Zwick
- Scritto da: Darin Henry
- Canzoni presenti: I Can Do Better (Young L.A.)

### Trama
Rocky non riesce a controllare la sua tentazione di ballare, così Insieme a Cece cerca di aiutare le cheerleader per la loro coreografia. Rocky si lascia trascinare dal suo amore per il ballo e comanda le altre ragazze a bacchetta; Cece invece sembra essere più socievole e viene eletta presidente dalle altre cheerleader, che la costringono a licenziare Rocky. Intanto Deuce convince Dina ad essere più gentile con Tinka, ma alla fine loro diventano amiche del cuore e questo influenzerà la relazione che c'è tra Deuce e Dina e facendo diventare Deuce il terzo in comodo.

## Quarantena!
- Titolo originale: Lock It Up
- Diretto da: Joel Zwick
- Scritto da: Jenny Lee
- Canzoni presenti: Contagious Love (D-TRIX)

### Trama
Mentre Rocky sta facendo volontariato nell'ospedale in cui lavora il padre, finisce in quarantena. Flynn, a causa di un malinteso, entra nella camera e viene toccato da Rocky, finendo così anche lui in quarantena a causa di un virus che i medici pensano sia mortale. Intanto CeCe conosce un tipo molto carino: Louis, un non vedente. Durante il tempo trascorso con lui, CeCe capisce quanto crede di essere egocentrica, così imparerà da lui ad ascoltare. Nel frattempo Dina invade l'armadietto di Deuce, ma alla fine si rende conto che ognuno deve avere a disposizione i propri spazi.

## L'allegria del nostro Natale
- Titolo originale: Merry Merry It Up
- Diretto da: Joel Zwick
- Scritto da: Jennifer Glickman
- Canzoni presenti: Shake Santa Shake (Zendaya)

### Trama
Cece non vuole più uscire di casa e ha le lacrime agli occhi, perché Jeremy l'ha accusata di aver cambiato le loro tradizioni natalizie, portando sé stesso a rompere con Georgia. Per aiutare Cece e sua madre, Rocky segue Jeremy dovunque vada per sapere se ancora ci tiene a Cece e Georgia. Intanto Flynn vince una vasca idromassaggio dopo essere stato il decimo chiamante di un concorso radiofonico. Nel frattempo Deuce viene lasciato dalla famiglia a passare il Natale dai Blue.
- Note: In questo episodio si scopre che il nome completo di Rocky è Raquel Oprah Blue.
- Note: In questo episodio CeCe nomina i One Direction.
- Note: Questo episodio fa riferimento al film A Christmas Carol

## A casa incastrati
- Titolo originale: Home Alone It Up
- Diretto da: Joel Zwick
- Scritto da: Jenn Lloyd e Kevin Bonani
- Canzoni presenti: Afterparty (Roshon Fegan e Caroline Sunshine)

### Trama
Cece convince sua madre ad andare a una svendita di scarpe con Rocky mentre Wade tiene d'occhio Flynn, ma lui rimane con il braccio incastrato nel divano a causa del braccialetto dell'amicizia che Cece gli ha regalato con amore, Flynn rimane chiuso nel bagno e Ty nel ripostiglio. Nel frattempo Deuce non riesce a trovare la sua cravatta preferita.
- Nota: Nella prima scena in cui CeCe e Rocky hanno la battaglia di ballo con le DJ Mix, CeCe ha la frangetta, ma per il resto della puntata la frangetta non c'è. Le DJ Mix, sono le vincitrici dei Make Your Mark: Shake It Up Dance Off 2012.

## Proposta di matrimonio
- Titolo originale: Oh Brother It Up
- Diretto da: Rosario J. Roveto, Jr.
- Scritto da: Rob Lotterstein

### Trama
CeCe e Rocky voglio cercare lavoro al Bob's Kabobs. Logan, un bel ragazzo direttore e capo del locale, gli offre il lavoro, ma il primo giorno licenzia CeCe. Quello stesso giorno a casa Jones deve venire a cena Jeremy, per festeggiare tutti insieme il suo compleanno; con lui c'è il figlio, vale a dire Logan. Durante la cena per il compleanno, Jeremy chiede a Georgia, madre di CeCe e Flynn, di sposarlo, obbligando così CeCe e Logan a diventare fratellastri e vedersi ogni giorno, nonostante non si sopportino e con Wade che si ritrova a dover impedire a Logan di fare pessime battute su Cece. Nel frattempo, Tinka cerca in ogni modo di cucinare una torta perfetta per Jeremy con l'aiuto di Flynn.

## Molla tutto!
- Titolo originale: Quit It Up
- Diretto da: Joel Zwick
- Scritto da: Jenny Lee
- Canzoni presenti: This Is My Dance Floor (Bella Thorne e Zendaya)

### Trama
CeCe è triste perché non ha più una paga dopo che Shake It Up, Chicago! ha chiuso i battenti. Tuttavia, a causa del futuro fratellastro Logan, sarà costretta a cercare un lavoro e lo trova: sebbene sia molto imbarazzante, farà parte di una pubblicità di brufoli, Fortunatamente Wade, furioso, darà una grossissima lezione a Logan e la difenderà cancellando definitivamente i video e Cece vorrà subito mollare il lavoro anche se non vuole che Jeremy l'abbia vinta . Ma appena Rocky e Tinka l'avvisano che Shake it Up Chicago ritornerà in onda molla tutto e si reca allo studio con le due. Lì avranno una spiacevole sorpresa: Gary non è più il presentatore, al suo posto ce ne sarà un altro molto più severo. Ma la cosa peggiore è che verranno rifatti i provini e quindi le tre ragazze sono momentaneamente fuori dallo show.

## Ritorna lo show!
- Titolo originale: Ty It Up
- Diretto da: Joel Zwick
- Scritto da: Eileen Conn
- Canzoni presenti: Bring The Fire (Ylwa); The Star I R (Caroline Sunshine); Moves Like Magic (Adam Trent); These Boots Are Made For Walkin (Olivia Holt)

### Trama
L'episodio inizia con il riassunto delle puntate precedenti. Quando le tre ragazze sentono la notizia, rimangono sconvolte, ma comunque sono decise a rifare i provini. Purtroppo i provini saranno fatti a coppie e Tinka non sa con chi mettersi. Visto che Cece e Rocky sono gentili, chiedeno aiuto a Ty, che accetta seppur non volente. CeCe inizia a leccare i piedi al nuovo presentatore che la incarica di occuparsi del suo pappagallo. I provini per lo show vengono svolti. CeCe e Tinka vengono ripresi ma l'ultimo posto è per uno dei fratelli Blue. Ty, non vuole rinunciare, anche se prima aveva detto che non gli piaceva più ballare. I fratelli Blue diventano estremamente competivi, ma quando il giorno dopo il nuovo presentatore insiste per far rimanere Rocky, il nuovo produttore lo caccia dicendo di assumere il primo che vedeva. Ty gli passa davanti e diventa il nuovo presentatore di Shake It Up, Chicago!. Il pappagallo del precedente presentatore era finito nel ventilatore e Cece non stava badando a lui e il padrone scoppia a piangere. Rocky però è felice perché riavrà il suo posto nello spettacolo del sabato pomeriggio, ma, purtroppo, il produttore dà lei la notizia che non farà parte del corpo dei ballerini. Rocky inizialmente sembra non essere triste, ma quando vede lo show in televisione con Ty presentatore e Cece e Tinka ballerine, piange sulla spalla di suo padre.

## Una bibliotecaria da urlo
- Titolo originale: My Fair Librarian It Up
- Diretto da: Alfonso Ribeiro
- Scritto da: Jennifer Glickman
- Guest Star: Carly Rae Jepsen (se stessa) e Tyra Banks (Ms. Burke)
- Canzoni presenti: Sweetie (Carly Rae Jepsen)

### Trama
A scuola, CeCe e Rocky aiutano la signorina Burke a far innamorare di lei l'insegnante di poesia. Le ragazze vedendo non molto pratica la bibliotecaria, le danno un cambio di look. Durante l'appuntamento l'insegnante rimane deluso poiché era innamorato della signorina Burke con la sua vecchia personalità;ma alla fine riescono a stare insieme perché la signorina Burke torna come prima. Intanto Flynn, Ty, Deuce e Logan costruiscono un'auto per la gara automobilistica nel parco.
- Nota: Logan incontra per la prima volta Ty e Deuce.

## L'abito da sposa
- Titolo originale: Clean It Up
- Diretto da: Joel Zwick
- Scritto da: Darin Henry

### Trama
Georgia è felice nel potersi sposare di nuovo con Jeremy, e mostra il nuovo abito da sposa alle ragazze. CeCe provando l'abito lo macchia con la lozione abbronzante. Le ragazze cercano di smacchiarlo, ma lo sforzo è inutile per fortuna Wade ha la soluzione per aiutarla. Dopo averlo sistemato Cece vorrebbe aggiungere all'abito un suo tocco personale per sentirsi importante nel matrimonio, ma ha bisogno di ispirazione. Intanto Rocky dà lezioni di danza a Logan, ma accidentalmente mentre ballano Rocky gli dà un bacio; tra loro nasce l'amore e Ty, possessivo nei confronti della sorella, diventa geloso di Logan.

## È davvero un sì?
- Titolo originale: I Do It Up
- Diretto da: Joel Zwick
- Scritto da: Rob Lotterstein
- Canzoni presenti: I Do (Drew Seeley)

### Trama
Nella vigilia del matrimonio tra Georgia e Jeremy, l'ex marito della donna e padre di CeCe viene a fare visita alla sua ex famiglia. Durante l'incontro tra Georgia e JJ, Flynn vede i due baciarsi. Durante il matrimonio, Georgia si rende conto che ama ancora il suo ex-marito, così annulla il suo matrimonio con Jeremy. Intanto Logan cerca di parlare con Rocky del suo innamoramento, ma Ty è sempre più geloso. Alla fine JJ e Georgia non si sposano ma diventano Innamorati non Sposati.

## Avanti e indietro tutta!
- Titolo originale: Forward and Back It Up
- Diretto da: Joel Zwick
- Scritto da: Jennifer Glickman & Darin Henry
- Canzoni presenti: I'm Back (Zendaya)

### Trama
Mentre Deuce e Flynn allestiscono per i turisti un finto museo al Crusty, Rocky salva la vita al produttore Phil Igher con la manovra di Heimlich. Per ringraziarla, Phil le offre la possibilità di tornare a ballare nel programma “Shake It Up, Chicago!”. Ma Rocky non è soddisfatta di aver ottenuto ciò che voleva in questo modo ma Cece e Wade cercano di rinfacciarle che è la giusta occasione.

## Nei panni dell'altro!
- Titolo originale: Switch It Up
- Diretto da: Joel Zwick
- Scritto da: Cat Davis & Eddie Quintana
- Canzoni presenti: Freaky Freakend (Coco Jones)

### Trama
Flynn si approfitta del talento di Cece di cantare fino a sfidare la sorella in trasmissione a Shake It up, Chicago. Cece si dispera ma quando sente la sua frase: "ed è un bene che anche tu faccia una cosa nuova" decide di mettersi ad imitarlo vestendosi come lui e poi anche lui fa la stessa cosa. Intanto Ty esclude Rocky dal balletto dello show, lei si arrabbia a tal punto da cercare di ucciderlo. Alla fine Cece canta in trasmissione, vincendo, e Flynn decide di chiederle scusa e di smettere di essere lei e lei di essere lui.

## Amore e guerra!
- Titolo originale: Love and War It Up
- Diretto da: Joel Zwick
- Scritto da: Jenny Lee
- Canzoni presenti: The Same Heart e Contagious Love (Mash-Up) (Bella Thorne & Zendaya)

### Trama
CeCe non sopporta che Rocky si veda di nascosto con Logan, il suo ex-fratellastro. Per far fare pace alla sua migliore amica e al fidanzato, Rocky convince l'amica ad un appuntamento in quattro. Cece viene con Wade che è sempre deciso a proteggerla. Alla fine, CeCe capisce che è stato un errore. Alla partita di Logan, CeCe combina l'ennesimo pasticcio e riceve una sfuriata da parte di Logan. Capendo e non sopportando che il fidanzato tratti male la sua povera amica, Rocky lascia Logan e consola Cece. Nel frattempo, Tinka, Flynn e Deuce formano un'air band per partecipare ad un concorso.

## Il Ballo genitori e figlia
- Titolo originale: In the Bag It Up
- Diretto da: Alfonso Ribeiro
- Scritto da: David Tolentino
- Canzoni presenti: Sharp as Razor (McClain Sisters)

### Trama
Sia Cece, Rocky e Tinka vorrebbero portare al ballo scolastico tra genitori e figlia la mamma di Cece, ma senza dividere, e Wade e Flynn fanno di tutto per aiutarle. Nel frattempo Deuce e suo zio fanno un torneo di bowling.

## Mediocri e cervelloni
- Titolo originale: Brain It Up
- Diretto da: Alfonso Ribeiro
- Scritto da: Jenn Lloyd & Kevin Bonani

### Trama
A causa di un errore del computer, Rocky è costretta a frequentare le lezioni di base di matematica mentre CeCe viene inserita nel corso di storia avanzata. Rocky sottovaluterà il corso mentre CeCe lo prenderà molto sul serio. Intanto, Deuce aiuta Flynn ad abbandonare la sua inseparabile “copertina”.

## Gli opposti si attraggono
- Titolo originale: Opposites Attract It Up
- Diretto da: Joel Zwick
- Scritto da: Eileen Conn
- Canzoni presenti: Kingdom, Phylum Class, Order, Family, Genus, Species (Bella Thorne & Zendaya)

### Trama
CeCe e James scoprono che in realtà si piacciono. Nel frattempo, Rocky entra a far parte dell'Associazione per i giovani insegnanti, ma quando viene assegnata alla classe di Flynn, si rende conto che non può avere quello che serve per essere un insegnante.

## Vedo e prevedo
- Titolo originale: Psych It Up
- Diretto da: Joel Zwick
- Scritto da: Eileen Conn
- Canzoni presenti: Holla at the DJ (The DJ Mike D Remix) (Coco Jones)

### Trama
Dopo essere stata scaricata da James, CeCe, consulta una sensitiva, Madame Tiffany, per sapere chi sarà il suo vero amore e il risultato per lei sembra essere un cucciolo. Rocky si convince di essere lei stessa una sensitiva e si mette a offrire consulti gratis ai compagni di scuola, con risultati disastrosi. Intanto Flynn crede di essere stato George Washington in una vita passata.

## Ricordiamo i vecchi tempi
- Titolo originale: Future It Up
- Diretto da: Joel Zwick
- Scritto da: Eileen Conn
- Canzoni presenti: Future Sounds Like Us (Dove Cameron)

### Trama
Dopo 22 anni Rocky e CeCe tornano a Chicago per la rimpatriata del liceo. Ritrovano Deuce, sposato con Dina, che gestisce il Crusty's, Ty impiegato nell'azienda di videogiochi di Flynn e Tinka, divenuta stilista. Le due amiche vantano ognuna di aver raggiunto il maggior successo e finiscono per litigare, mettendo a rischio il balletto che dovranno offrire agli amici per ricordare i vecchi tempi. Deuce finge di essere Dina e dice a Rocky e CeCe che sta per partorire e le due si precipitano là. Tuttavia Dina parte veramente e CeCe e Rocky alla fine ballano l'ultimo balletto di Snake it up, Chicago!

## Una festa straordinaria
- Titolo originale: My Better Sweet 16 It Up
- Diretto da: Joel Zwick
- Scritto da: Rob Lotterstein
- Canzoni presenti: Beat of my Drum (Zendaya)

### Trama
Marcie e Georgia offrono alle loro figlie un grande festa per i loro 16 anni. CeCe però è insoddisfatta e Giorgia rischierebbe di metterla in punizione. Rocky per non ferire la propria madre accetta di sfoggiare una pettinatura assurda e una collana stravagante. Rocky consiglia a CeCe di essere più gentile con chi fa tanti sacrifici per lei, E CeCe suggerisce all'amica di non essere sempre troppo condiscendente.

## Orticaria da stress
- Titolo originale: Stress It Up
- Diretto da: Joel Zwick
- Scritto da: Darin Henry
- Canzoni presenti: Ring Ring (Bella Thorne)

### Trama
Cece vuole cantare una sua straordinaria canzone in Shake it up Chicago e per tutta la settimana sta zitta per non sprecare la voce. Ma così non si spiega meglio.

## L'escape room
- Titolo originale: Haunt It Up
- Diretto da: Kimberly McCullough
- Scritto da: Alison Taylor
- Canzoni presenti: Let's Get Tricky (Bella Thorne & Roshon Fegan)

### Trama
Cece e Rocky credono di essere troppo grandi per dolcetto e scherzetto e si dedicano ad attività più da grandi. Però così si accorgono che non si stanno divertendo, ma alla fine Wade decide di creare un'escape room da Crusty's Pizza l'ora di chiusura. Cece, Rocky, Wade, Flynn, Tinka, Ty, Deuce e Dina devono cercare di fuggire dall'escape room risolvendo gli enigmi e infatti si divertono da matti. Alla fine Rocky si scusa con Cece per essere stata così egocentrica nel dover insistere a dedicarsi ad attività da adulti.

## In attesa di Cece
- Titolo originale: Remember Me
- Diretto da: Kimberly MCCullough
- Scritto da: Alison Taylor
- Canzoni presenti: Remember Me

### Trama
Durante la sfilata di moda di “A Tutto Ritmo” per la giornata della solidarietà, Cece cade dalla passerella e perde la memoria. Rocky, devastata dal fatto che la sua migliore amica non si ricordi più di lei, racconta a Cece aneddoti della loro passata vita insieme nella speranza che riacquisti la memoria. Alla fine dell'episodio Cece ricorda e quest'ultima assieme Rocky, Tinka e tutto il cast di Shake It Up! ballano Remember Me.